# Mistrovství světa v plavání na otevřené vodě 2002
VI. mistrovství světa v plavání na otevřené vodě za rok 2002 proběhlo na Šarm aš-Šajchu, Egypt ve dnech 23. až 28. září 2002.

## Česká stopa
Česko reprezentovali 4 závodníci.
V závodě na 5 km žen startovalo 22 závodnic – Jana Pechanová (*1981) z KPSP Kometa Brno obsadila 6. místo. V plaveckém maratonu na 10 km žen startovalo 23 závodnic — Jana Pechanová (*1981) z KPSP Kometa Brno obsadila 8. místo a Yvetta Hlaváčová (*1975) z VSK Univerzita Brno 16. místo. V závodě na 25 km žen startovalo 17 závodnic – Yvetta Hlaváčová (*1975) z VSK Univerzita Brno obsadila 5. místo.
V závodě na 5 km mužů startovalo 22 závodníků – Pavel Srb (*1980) z TJ Bohemians Praha obsadil 18. místo. V plaveckém maratonu na 10 km mužů startovalo 22 závodníků – Rostislav Vítek (*1976) z KPSP Kometa Brno obsadil 17. místo. V závodě na 25 km mužů startovalo 25 závodníků – Rostislav Vítek (*1976) z KPSP Kometa Brno obsadil 13. místo a Pavel Srb (*1980) z TJ Bohemians Praha 14. místo.
V závodě tříčlenných družstev obsadila česká trojice (Hlaváčová, Vítek, Srb) po doplavání 25 km závodu 3. místo a získala bronzové medaile. Klasifikováno bylo 5 družstev.

## Výsledky

### Individuální disciplíny
| Muži                      | Zlato                   | Zlato     | Stříbro                 | Stříbro   | Bronz                  | Bronz     |
| ------------------------- | ----------------------- | --------- | ----------------------- | --------- | ---------------------- | --------- |
| 5 km                      | Luca Baldini (ITA)      | 51:49,8   | Stefano Rubaudo (ITA)   | 51:51,2   | Thomas Lurz (GER)      | 51:52,5   |
| plavecký maraton na 10 km | Jevgenij Koškarov (RUS) | 1:49:30,0 | Simone Ercoli (ITA)     | 1:49:34,0 | Vladimir Ďatčin (RUS)  | 1:49:35,0 |
| 25 km                     | Jurij Kudinov (RUS)     | 5:39:14,0 | Anton Sanačov (RUS)     | 5:41:14,0 | Gabriel Chaillou (ARG) | 5:41:16,0 |
| Ženy                      | Zlato                   | Zlato     | Stříbro                 | Stříbro   | Bronz                  | Bronz     |
| 5 km                      | Viola Valliová (ITA)    | 56:52,0   | Edith van Dijková (NED) | 57:01,0   | Hanna Milusková (SUI)  | 58:13,0   |
| plavecký maraton na 10 km | Britta Kamrauová (GER)  | 1:56:42,3 | Viola Valliová (ITA)    | 1:56:42,3 | Angela Maurerová (GER) | 1:56:49,0 |
| 25 km                     | Edith van Dijková (NED) | 6:11:21,0 | Angela Maurerová (GER)  | 6:11:22,5 | Britta Kamrauová (GER) | 6:11:22,7 |

### Družstva
| Mix                    | Zlato                                                          | Zlato      | Stříbro                                                            | Stříbro    | Bronz                                                              | Bronz      |
| ---------------------- | -------------------------------------------------------------- | ---------- | ------------------------------------------------------------------ | ---------- | ------------------------------------------------------------------ | ---------- |
| 5 km smíšené družstvo  | Itálie (ITA) (Viola Valliová, Luca Baldini, Stefano Rubaudo)   | 2:40:32,0  | Německo (GER) (Nadine Pastorová, Thomas Lurz, Christian Hein)      | 2:43:37,0  | Austrálie (AUS) (Trudee Hutchinsonová, Mark Saliba, Grant Cleland) | 2:44:54,0  |
| 10 km smíšené družstvo | Itálie (ITA) (Viola Valliová, Simone Ercoli, Fabio Venturini)  | 5:36:01,0  | Austrálie (AUS) (Trudee Hutchinsonová, Mark Saliba, Grant Cleland) | 5:37:04,0  | Německo (GER) (Britta Kamrauová, Thomas Lurz, Christian Hansmann)  | 5:37:41,0  |
| 25 km smíšené družstvo | Rusko (RUS) (Natalija Pankinová, Jurij Kudinov, Anton Sanačov) | 17:31:53,0 | Německo (GER) (Angela Maurerová, André Wilde, Christian Hansmann)  | 17:41:12,0 | Česko (CZE) (Yvetta Hlaváčová, Rostislav Vítek, Pavel Srb)         | 18:05:27,0 |

## Medailová bilance
V plavání na otevřené vodě se rozdělily celkem 9 sad medailí.
| Pořadí | Stát             |       | Muži    | Muži  | Muži  |         | Ženy  | Ženy  | Ženy    |       | Mix   | Mix     | Mix   |  | Muži + Ženy + Mix | Muži + Ženy + Mix | Muži + Ženy + Mix | Celkem |
| Pořadí | Stát             | Zlato | Stříbro | Bronz | Zlato | Stříbro | Bronz | Zlato | Stříbro | Bronz | Zlato | Stříbro | Bronz |  |                   |                   |                   | Celkem |
| ------ | ---------------- | ----- | ------- | ----- | ----- | ------- | ----- | ----- | ------- | ----- | ----- | ------- | ----- |  | ----------------- | ----------------- | ----------------- | ------ |
| 1.     | Itálie (ITA)     |       | 1       | 2     | 0     |         | 1     | 1     | 0       |       | 2     | 0       | 0     |  | 4                 | 3                 | 0                 | 7      |
| 2.     | Rusko (RUS)      |       | 2       | 1     | 1     |         | 0     | 0     | 0       |       | 1     | 0       | 0     |  | 3                 | 1                 | 1                 | 5      |
| 3.     | Německo (GER)    |       | 0       | 0     | 1     |         | 1     | 1     | 2       |       | 0     | 2       | 1     |  | 1                 | 3                 | 4                 | 8      |
| 4.     | Nizozemsko (NED) |       | 0       | 0     | 0     |         | 1     | 1     | 0       |       | 0     | 0       | 0     |  | 1                 | 1                 | 0                 | 2      |
| 5.     | Austrálie (AUS)  |       | 0       | 0     | 0     |         | 0     | 0     | 0       |       | 0     | 1       | 1     |  | 0                 | 1                 | 1                 | 2      |
| 6.     | Argentina (ARG)  |       | 0       | 0     | 1     |         | 0     | 0     | 0       |       | 0     | 0       | 0     |  | 0                 | 0                 | 1                 | 1      |
| 6.     | Švýcarsko (SUI)  |       | 0       | 0     | 0     |         | 0     | 0     | 1       |       | 0     | 0       | 0     |  | 0                 | 0                 | 1                 | 1      |
| 6.     | Česko (CZE)      |       | 0       | 0     | 0     |         | 0     | 0     | 0       |       | 0     | 0       | 1     |  | 0                 | 0                 | 1                 | 1      |
| Celkem | Celkem           |       | 3       | 3     | 3     |         | 3     | 3     | 3       |       | 3     | 3       | 3     |  | 9                 | 9                 | 9                 | 27     |